# Globorotalioidea
Globorotalioidea, tradicionalmente denominada Globorotaliacea, es una superfamilia de foraminíferos planctónicos del suborden Globigerinina y del orden Globigerinida. Su rango cronoestratigráfico abarca desde el Paleoceno hasta la Actualidad.

## Discusión
Clasificaciones posteriores han incluido los taxones de Globorotalioidea principalmente en la superfamilia Globigerinoidea, pero también en las superfamilias Eoglobigerinoidea y Truncorotaloidinoidea.

## Clasificación
Globorotalioidea incluye a las siguientes familias y subfamilias:
- Familia Candeinidae
  - Subfamilia Candeininae
  - Subfamilia Globigerinitinae
  - Subfamilia Tenuitellinae
- Familia Catapsydracidae †
- Familia Eoglobigerinidae †, también considerado en superfamilia Eoglobigerinoidea
- Familia Globorotaliidae
- Familia Pulleniatinidae
- Familia Truncorotaloididae †, también considerado en superfamilia Truncorotaloidinoidea

Otras familias consideradas en Globigerinoidea son:
Otras familias consideradas en Globigerinoidea son:
- Familia Globigerinitidae
- Familia Neoacarininidae
- Familia Planorotalitidae
- Familia Tenuitellidae